# أسطورة كبيرة (فلم)
أسطورة كبيرة (بالإنجليزية: Big Legend) فيلم أمريكي تم إصداره عام 2018 من إخراج و تأليف جاستن لي. بطولة كيفن ماكيلي ، تود روبنسون

## ملخص القصة
جندي سابق ينخرط في شمال غرب المحيط الهادئ ليكشف عن الحقيقة وراء اختفاء خطيبته.

## روابط خارجية
- أسطورة كبيرة على موقع IMDb (الإنجليزية)
- أسطورة كبيرة على موقع روتن توميتوز (الإنجليزية)
- أسطورة كبيرة على موقع فيلمافينيتي (الإسبانية)
- أسطورة كبيرة على موقع قاعدة بيانات الفيلم (الإنجليزية)
- أسطورة كبيرة على موقع ليتربوكسد (الإنجليزية)
- أسطورة كبيرة على موقع كينوبويسك (الروسية)